# فأر
الفأر هو من القوارض الصغيرة. من المعروف أن الفئران لها أنف مدبب، وآذان صغيرة مستديرة، وجسمها مغطى بالفرو عدا الذيل، ألوان معظمها بين البني والأبيض، ومعدل تكاثر مرتفع.
أشهر أنواع الفئران هو الفأر المنزلي (Mus musculus). تحظى الفئران أيضًا بشعبية كحيوانات أليفة. في بعض الأماكن، تكون ضروب معينة من الفئران الحقلية شائعة محليًا. من المعروف أنهم يغزون المنازل بحثًا عن الطعام والمأوى.
يطلق اسم فأر في اللغة العربية أيضًا على الجرذ وأشباهه. تصنف الفئران الصغيرة الشائعة في جنس الفأر، لكن مصطلح الفأر لا يقتصر على أعضاء جنس الفأر ويمكن أيضًا أن ينطبق على الأنواع من أجناس أخرى مثل فأر الأيل (Peromyscus).
الفئران بكل أنواعها تنحو للعيش بالقرب من بيئة البشر. الفئران حيوانات نباتية ولكنها عملياً تلتهم كل شيء تقريباً من أخشاب وأوراق ولحوم، وحتى جثثَ الفئران الأخرى. تنشط الفئران ليلاً ولديها حاسة شم متطورة تساعدها في البحث عن الغذاء. يعيش الفأر حوالي ثلاث سنوات لكنه بسبب أعدائه الكثر قلما يفلح بالوصول لهذا العمر سالماً، فغالباً ما يقع فريسة للقطط والكلاب البرية والثعالب والثعابين والبوم ناهيك عن البشر الذين يكافحونه بلا هوادة.

## التكاثر
للفئران نظام تكاثر فعال في مواجهة المخاطر الجمة التي تعترضها فهي تصل لسن التكاثر للمرة الأولى عند بلوغها خمسين يوماً لكلا من الذكور والإناث علماً بأن الإناث تطلب التسافد أحيانا في وقت أقل من ذلك يتراوح بين 25-40 يوم، وتلد ما يقارب 40-60 في العام وتتكاثر على مدار السنة وتدخل في حالة النزاء لفترة تبلغ من 4-5 أيام تكون مهيأة خلالها للتسافد 12 ساعة خلال كل مساء إذ أنها عادة تتسافد ليلاً. تؤدي الإفرازات المهبلية دوراً نافعاً لدى الفئران إذ أنها تحدد فترة النزاء ويحدث التلقيح بعد انسداد الجراب التناسلي في المهبل لأكثر من 24 ساعة بعد اللقاء حيث أن وجود الحيوانات المنوية في السائل المهبلي يكون خير ضمانة على تأكيد التلقيح. كذلك لاحظ العلماء أن للفيرمونات دور مهم في تزاوج الفئران فالإناث لا تدخل حالة الشبق في غياب الذكور بل تنتظم دورتها في ظل وجود الذكور وهي ظاهرة تعرف باسم Whitten effect كذلك قد تفقد الانثى فرص الحمل إذا ماتعرضت لفيرمونات ذكور غريبة في فترة التزاوج هي ظاهرة تعرف باسم Bruce effect.
الفأر لا يستطيع رؤية الألوان، لكنه يميز تدرج الظلال من الأسود إلى الأبيض.
هناك 38 نوعاً منه، منها الصغير الذي لا يزيد وزنه على بضعة غرامات والذي قد يعيش في المنازل بالقرب من المناطق الزراعية إلى عدة مئات من الغرامات ومنها الفأر البني أو فأر المجاري هو من القوارض قوية البنية حيث يزن في المتوسط أكثر من 300 غرام وله ذيل طويل وهو قارض عدائي وماكر جدآ.
كذلك، يمكن تربية بعض الفئران كحيوانات أليفة، ولكنها تحتاج إلى عناية خاصة، من ناحية النظافة بشكل أخص، حيث تقوم بعض الفئران مثلاً بالتبول داخل طبق الطعام أو الماء الخاص بها، مما يستلزم تعقيمها بشكل يومي.

## غذاء الفأر
تعتاش الفئران عموماً على النبات - الحبوب والثمار بشكل خاص ويمكن أن تأكل الخبز والجزر والخيار، مما جعلها إحدى المسببات الرئيسية لتلف المحاصيل. كذلك، قد تأكل جثث الفئران الأخرى، ولوحظ أنها تقضم من ذيلها في حال عدم توافر الغذاء.

## جينوم الفأر

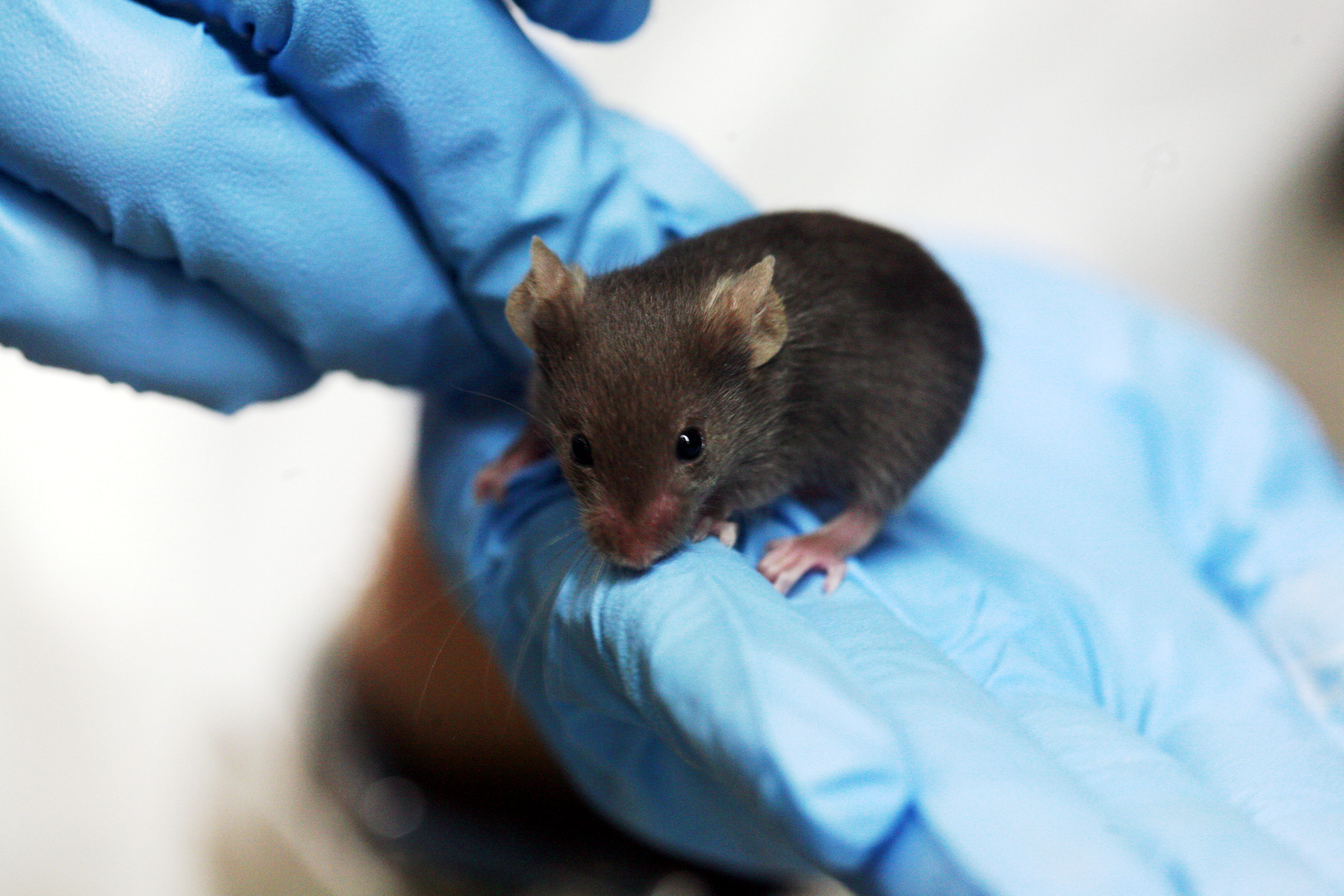
فار مختبري

تم تعيين جينوم الفأر قبل تعيين جينوم الإنسان، وأصبح كلاهما في عام 2003 معروفاً بالتفصيل. ويقول فرانسيس كولينز المشرف على مشروع الجينوم البشري في كتابه [The Language of God] أن مقارنة الجينوم البشري بجينوم الفأر يبين أنهما بالتقريب متماثلان، ومجموع ما فيهما من شفرات تنتج البروتين متماثلة. ويتبين أن تتابع الجينات على كروموسومات الإنسان والفأر هو نفس التتابع في كثير من الحالات. فمثلا إذا كان هناك تتابع للجينات A و B وC في كروموسوم إنسان فمن الممكن جداً أن نجد كروموسوم في الفأر وعليه نفس تلك الجينات وبنفس التتابع، إلا أن المسافات بينها قد تختلف. وأحياناً يمتد هذا التتابع عبر مسافات طويلة؛ فبالتقريب نجد كل الجينات على الكروموسوم 17 في الإنسان نجدها على كروموسوم 11 في الفأر.
وما هو غريب ويشير إلى سلف مشترك للإنسان والفأر قبل نحو 75 مليون سنة يأتي من دراسة ما يسمى عنصر متكرر قديم ancient repetitive element، وهذه عبارة عن جينات قافزة، تنسخ نفسها في إمكانها وتقفز وتغرز نفسها في أماكن أخرى على الدنا ؛ وفي أغلب الأحوال لا يكون لذلك تأثير سيئ. وتوجد في جينومات الثدييات الكثير من تلك العناصر المتكررة القديمة ؛ ويتكون نحو 45% من الجينوم البشري منها. فإذا ما وضعنا أجزاء من الجينوم البشري بجانب أقسام من الجينوم الفأري تشترك في تتابع الجينات المماثلة عليها، فيصبح في الإمكان معرفة العناصر المتكررة القديمة في كل منهما في نفس المواقع.
وقد يختفي بعضها في أحدهما، لكن معظمها يبقى في مكانه، مما يشير إلى أنهما يأتيان من مصدر واحد (سلف واحد) قبل نحو 75 مليون سنة. كما توجد عناصر متكررة قديمة في الجينوم البشري وجينوم الفأر التي توجد مبتورة في مكان غرزها، مما يفقدها القدرة على أداء وظيفة. وأحيان نجد من تلك العناصر المتكررة القديمة المبتورة في أماكن متوازية في الكروموسوم البشري وكروموسوم الفأر. ويزداد اندهاشنا عندما نقارن الجينوم البشري بجينوم أحد الرئيسيات الأقرب لنا مثل جينوم الشمبانزي.